# José Campero
José Campero fue un revolucionario y político mexicano miembro del Partido Revolucionario Institucional así como gobernador de Colima. Fue diputado por Colima en la XXXVII Legislatura del Congreso de la Unión de México.
Nació en la ciudad de Colima el 15 de octubre de 1893. Participó tanto en la Revolución mexicana como en la Guerra cristera. Fue secretario general de gobierno, diputado federal y senador. Al ser desconocido por el mismo senado, el gobernador Salvador Saucedo, fue nombrado como gobernador interino a finales de 1935. Años después, como diputado local inició la transformación de la Feria de Colima.